# インスリン受容体基質
インスリン受容体基質（インスリンじゅようたいきしつ、英: insulin receptor substrate、略称: IRS）は、インスリン受容体に結合してインスリン応答に重要な役割を果たすタンパク質群である。IRSと呼ばれるタンパク質には、IRS1、IRS2、IRS4の3種類が存在する。一例として、IRS1にはリン酸化チロシン結合ドメイン（PTBドメイン）が存在する。インスリン受容体にはNPXYモチーフが存在し、PTBドメインはNPXY配列に結合する。

## 遺伝子
- IRS1（IRS1を参照）
- IRS2（IRS2を参照）
- IRS3P - 偽遺伝子
- IRS4（IRS4を参照）